# Fritz Jakobsson
Fritz Jakobsson, född den 8 januari 1940 i Björneborg, är en finländsk målare som bor i Gamla Vasa i Finland, där han även har sin ateljé. Jakobsson är främst känd för sina porträttmålningar och har målat mellan 800 och 1 000 porträtt. Han påbörjade sin karriär år 1967 och har sedan dess haft 110 konstutställningar i Finland, Sverige, Tyskland och Italien. Han har bland annat målat porträtt av drottning Silvia och påve Johannes Paulus II. Drottning Silvias porträtt överräcktes från SAS Travellers Club till drottningen på hennes 50-årsdag och hänger idag i Vita salen i kungafamiljens privata bostad. Porträttet på påven påve Johannes Paulus II är inte ett regelrätt porträtt då påven inte suttit modell för Jakobsson och porträttet är inte ett personporträtt utan påven fungerar som symbol för den katolska kyrkan.
Jakobsson förlorade i ung ålder sina båda föräldrar och efter att hans mormor gått bort blev Jakobsson under en period hemlös.